# سلع
سلع یک منطقهٔ مسکونی در اردن است که در بصیرا واقع شده‌است.